# 613 (numero)
Seicentotredici (613) è il numero naturale dopo il 612 e prima del 614.

## Proprietà matematiche
- È un numero dispari.
- È un numero difettivo.
- È un numero primo, il 112°.
  - È un numero primo troncabile a sinistra.
- È un numero fortunato.
- È un numero quadrato centrato.
- È un numero colombiano nel sistema numerico decimale.
- È un numero congruente.

## Astronomia
- 613 Ginevra è un asteroide della fascia principale del sistema solare.
- NGC 613 è un galassia spirale della costellazione dello Scultore.

## Astronautica
- Cosmos 613 è un satellite artificiale russo.

## Religione
- Sono le 613 mitzvòt o precetti che l'ebreo ortodosso deve perseguire nella sua vita quotidiana.

## Cabala
- Il numero 112 è la somma numerica dei due valori della prima lettera dell'alfabeto ebraico, aleph(1/111).